# Gare de Kaliningrad-Nord
Pour les articles homonymes, voir Gare du Nord.
La gare de Kaliningrad-Nord (en russe : Калининград-Северный, ou familièrement : russe : Северный вокзал – Gare du Nord, en allemand : Königsberg-Nordbahnhof) de la ville russe de Kaliningrad est le point de départ de liaisons régionales vers la côte de la Sambie de la mer Baltique.

## Histoire
Le bâtiment est une gare commune pour la ligne de chemin de fer du Reich vers Labiau et Tilsit (de), ainsi que pour la ligne de chemin de fer vers Cranz (de) et la Sambie (de). Sous la direction du maire Hans Lohmeyer (de), la ville rachète la majorité des actions négociées en bourse afin de construire la gare commune avec les autres propriétaires. En 1930, la gare du Nord est achevée par l'architecte de Königsberg Martin Stallmann à la place de la gare de Cranz et de la gare de Sambie dans le style néoclassique sous le nom de gare de Königsberg-Nord

Gare historique
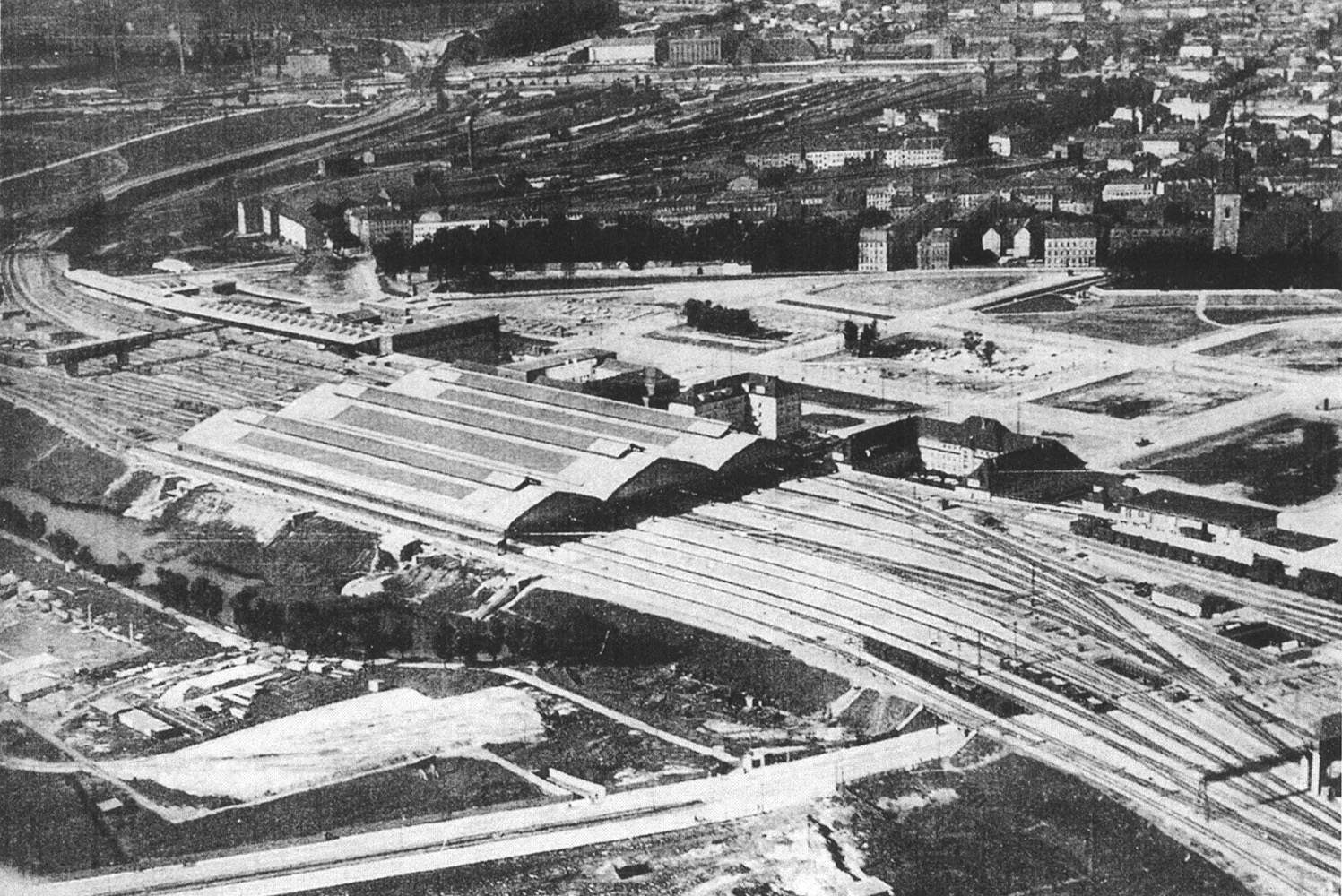
avant 1944.
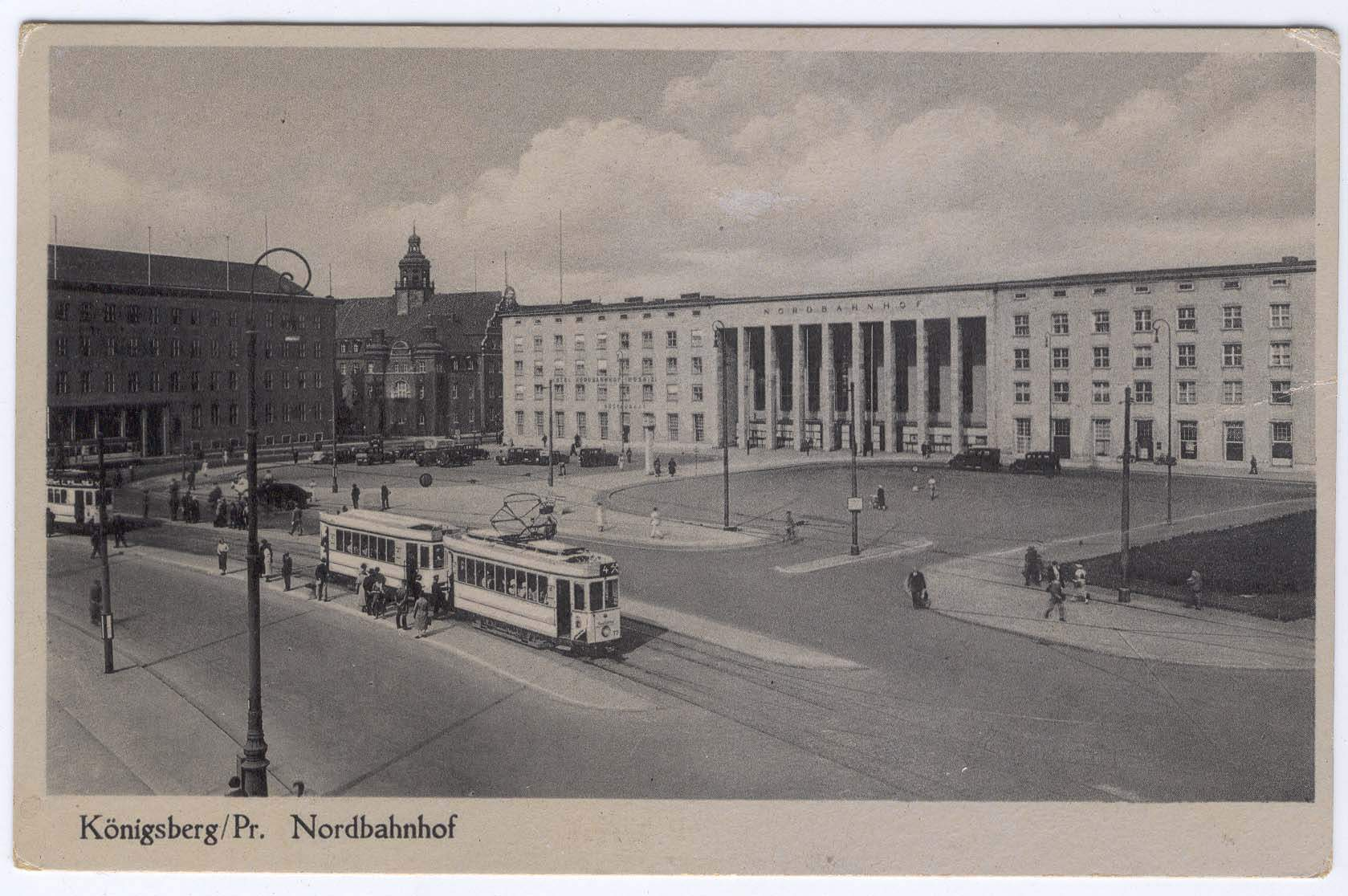
1944.
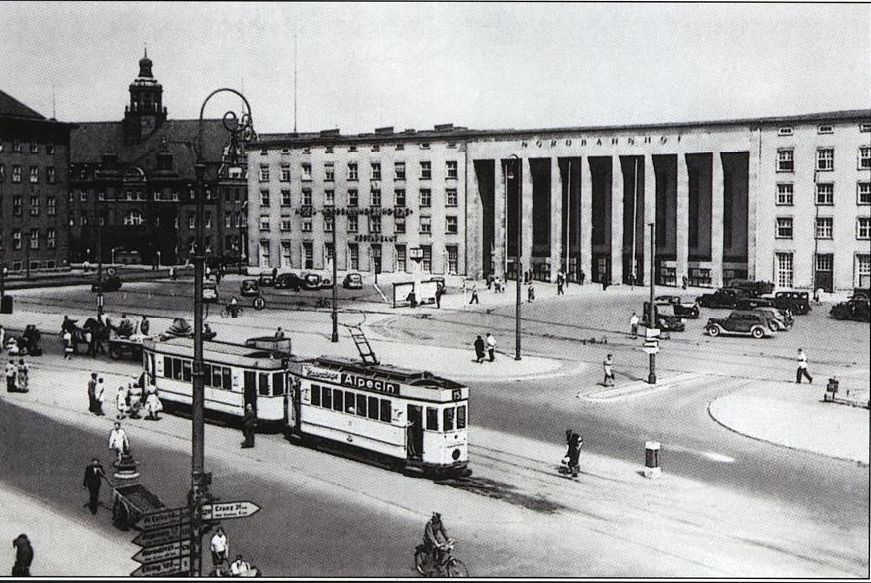
1944.

La gare est située à la limite nord-ouest de ce qui était alors le centre-ville sur la Hansaplatz. Cette place, aujourd'hui appelée Place de la Victoire, est le centre-ville de Kaliningrad depuis la destruction du centre-ville pendant la Seconde Guerre mondiale. Trois voies venant de l'extérieur de la ville se terminent ici, tandis qu'une voie traverse un tunnel sous la Hansaplatz et, suivant les fortifications de la vieille ville, atteint la gare principale (aujourd'hui Kaliningrad-Passahirski).
Après la conquête de Königsberg par l'Union soviétique en 1945, les voies sont converties en voie large russe. Le bâtiment d'accueil, resté intact, est d'abord transformé en habitation pour marins, puis en centre d'affaires.
Depuis, l'accès aux pistes se fait depuis le côté du bâtiment et les billets peuvent être obtenus dans un petit pavillon. Cependant, la destination de la gare électrifiée ne change pas depuis son ouverture : les trains de banlieue de type S-Bahn (« Elektritschkas ») (russe : электричка) voyagent successivement d'ici vers la mer Baltique depuis 1976. Certains trains empruntent la voie électrifiée qui traverse un tunnel jusqu'à la gare sud, également préservée. Ce tunnel de 156 mètres de long, construit après la Seconde Guerre mondiale, est rénové en 2009/2010. En 2011, une plaque commémorative est placée sur le pont au-dessus de la plate-forme pour les premiers Juifs déportés de Königsberg,

## Service des voyageurs

### Desserte

Installations
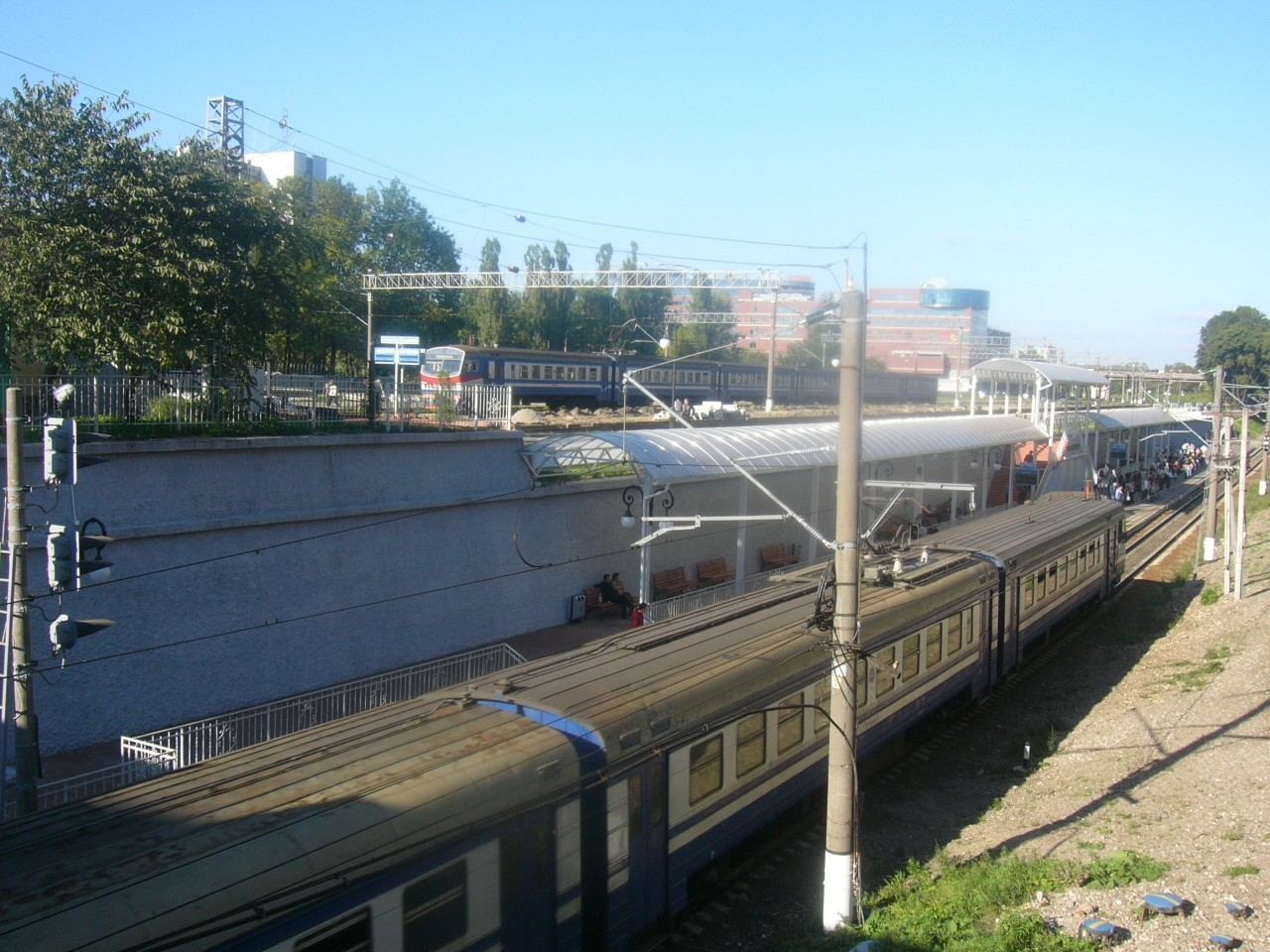
2006
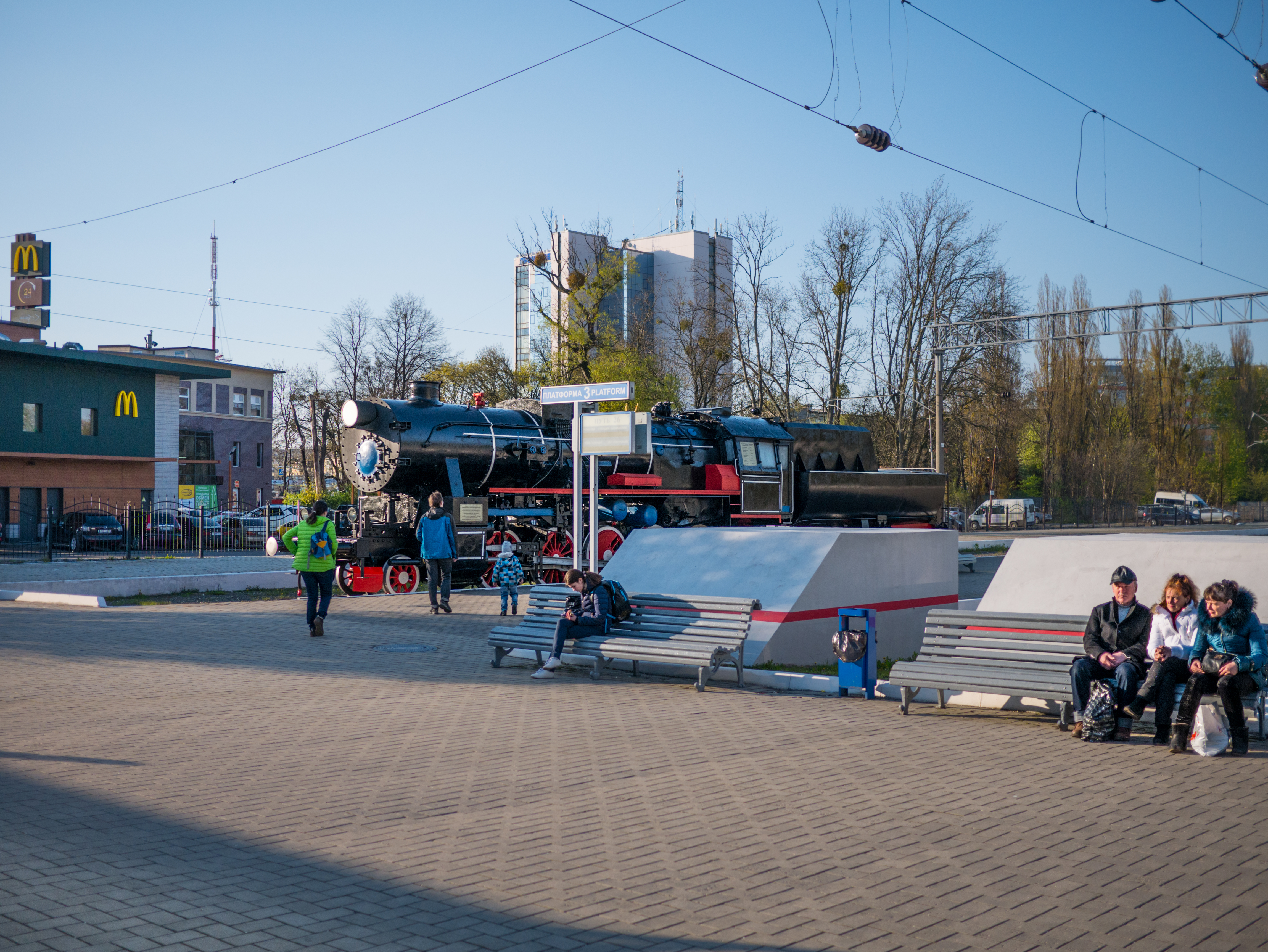
2016.
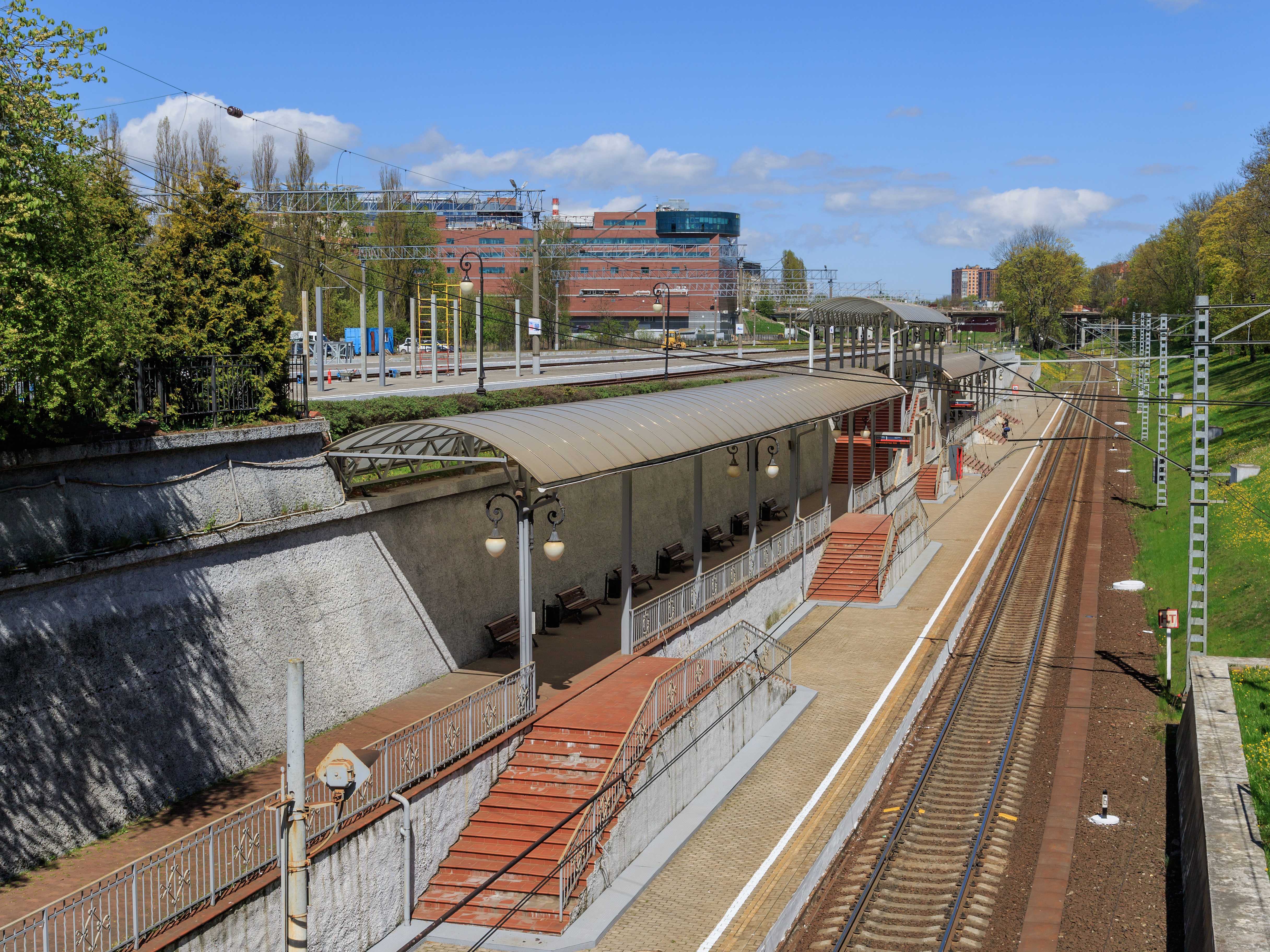
2017.

## Patrimoine ferroviaire
Le bâtiment historique de la gare est toujours présent devant celui de la gare actuelle en retrait. La locomotive à vapeur ТЭ 858 est installée devant la gare comme locomotive de musée. Il s'agit d'une locomotive série 52 fabriquée à Krenau en 1944.

Bâtiment d'origine et locomotive
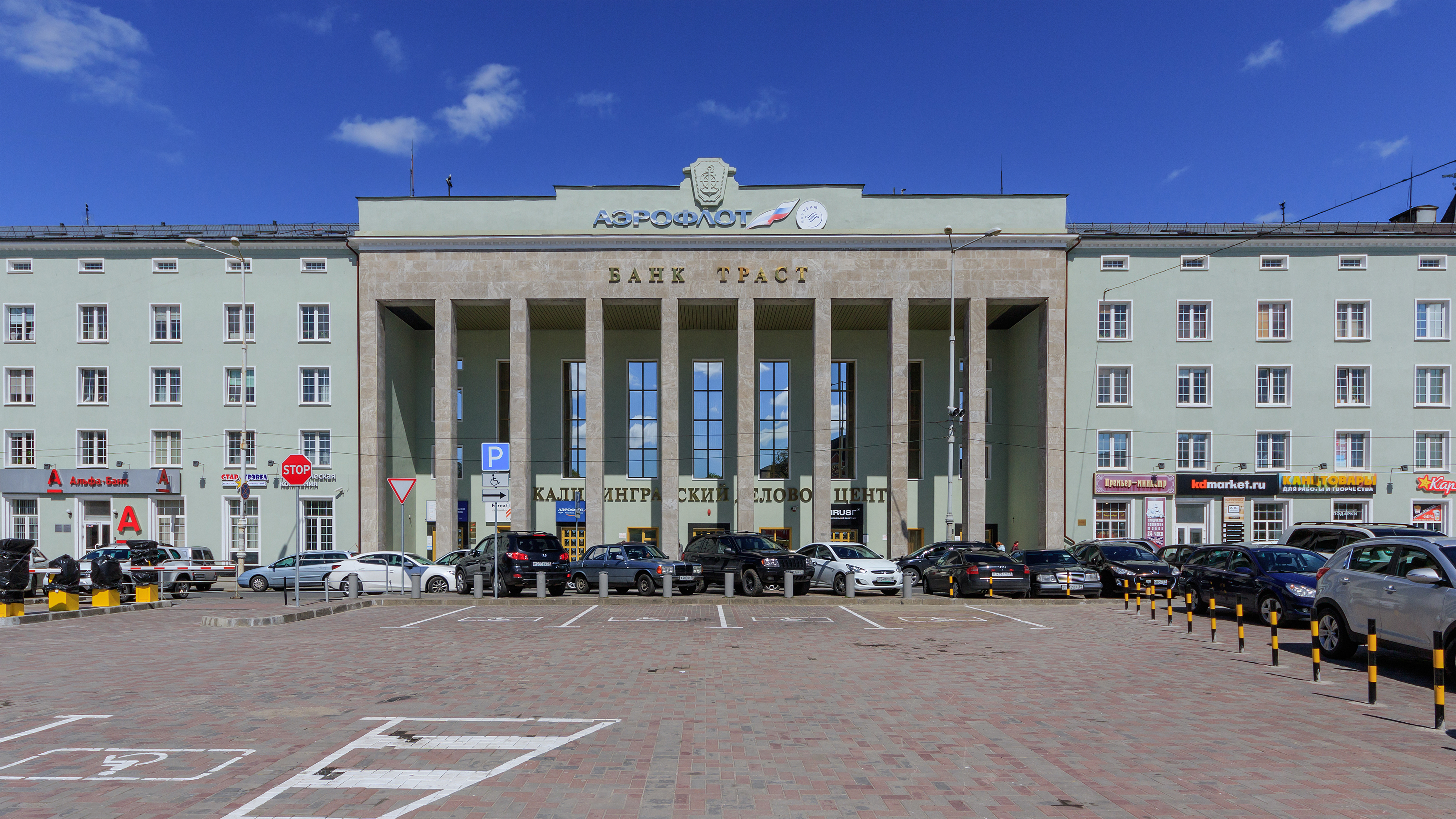
2017.
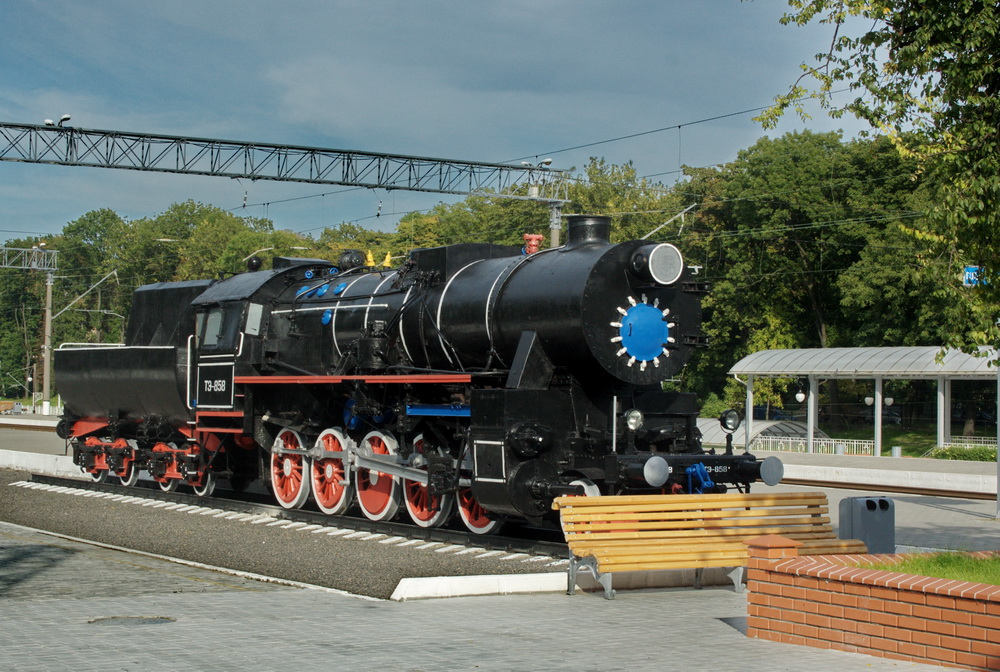
en 2010